# Torfowisko wysokie

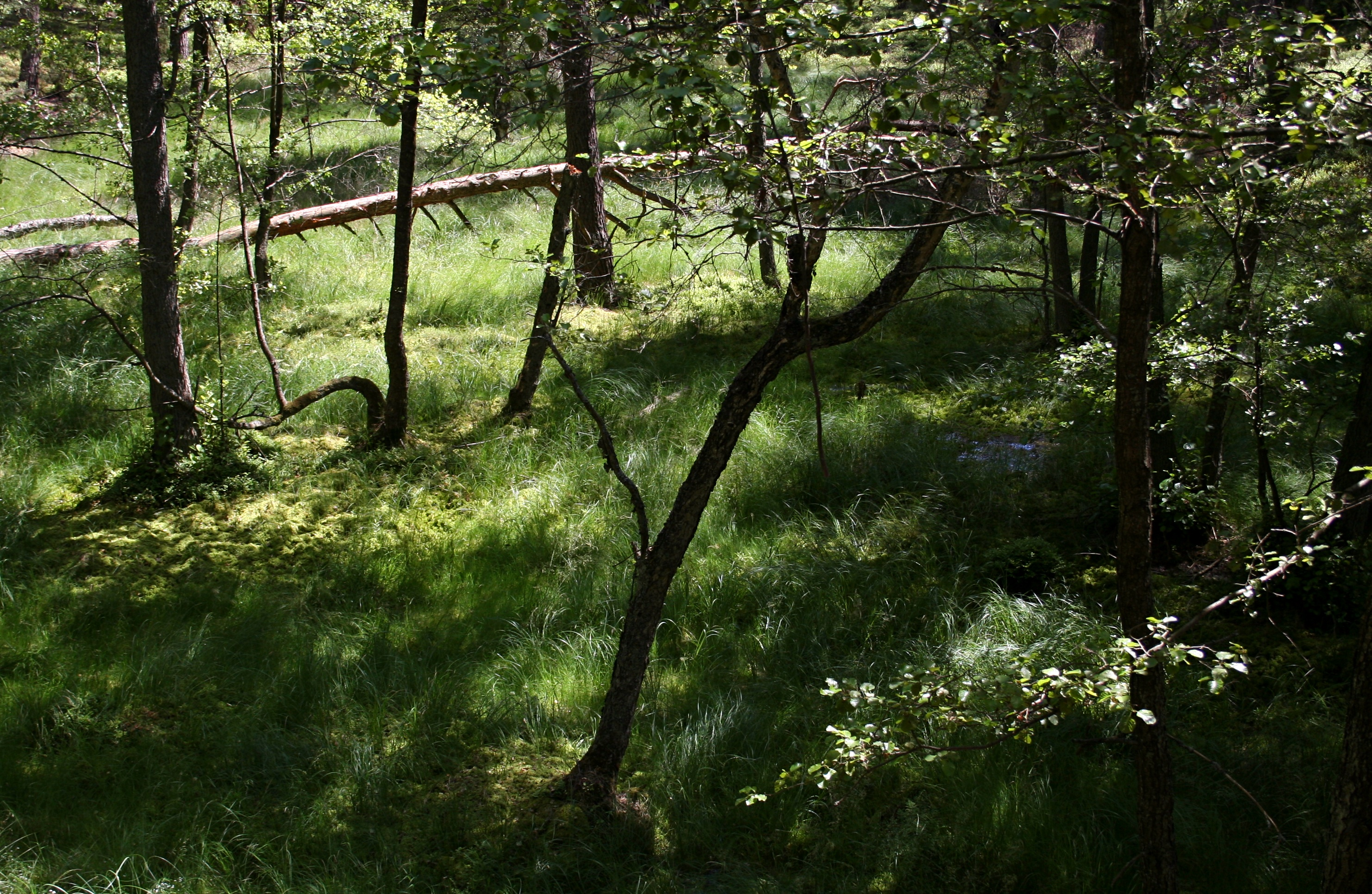
Torfowisko wysokie w Parku Narodowym „Bory Tucholskie”

Torfowisko wysokie, zwane też mszarem lub rojstem – formacja powstająca w procesie narastania złoża torfowego i odcięcia jego roślinności od wód gruntowych, wskutek czego jest ono zasilane jedynie przez wody opadowe.

## Budowa i pochodzenie
Torfowiska wysokie zazwyczaj charakteryzują się wyniesionym ponad otoczenie pokładem torfu. Do najbardziej typowych obiektów w tej grupie należy kilkadziesiąt związanych z pobrzeżem Bałtyku torfowisk kopułowych typu bałtyckiego, w których środkowa część jest płaska i silnie wypiętrzona w stosunku do żyźniejszego, często podtopionego okrajka. Utrzymanie odpowiedniej wilgotności warstwy powierzchniowej możliwe jest dzięki porowatej strukturze torfu i jego zdolności do podciągania słupa wody. W innych rejonach budowa złoża torfu może być mniej wypukła, np. w Polsce północno-wschodniej znane są formy o charakterze płaskich mszarów z dominacją brunatnych i czerwonych torfowców. Z powodu uzależnienia od wód opadowych torfowiska wysokie przejawiają dużą wrażliwość na warunki klimatyczne i rozwijają się głównie w miejscach o utrudnionym odpływie, np. w wododziałach, często też powstają wskutek dalszego rozwoju torfowisk przejściowych zarastających jeziora dystroficzne lub wskutek postępującego rozwoju zbiorowisk torfotwórczych w dolinach rzecznych. Przy szczególnie wysokich średnich opadach (ponad 2000 mm/rok) mogą się formować nawet na stromych zboczach.

## Roślinność

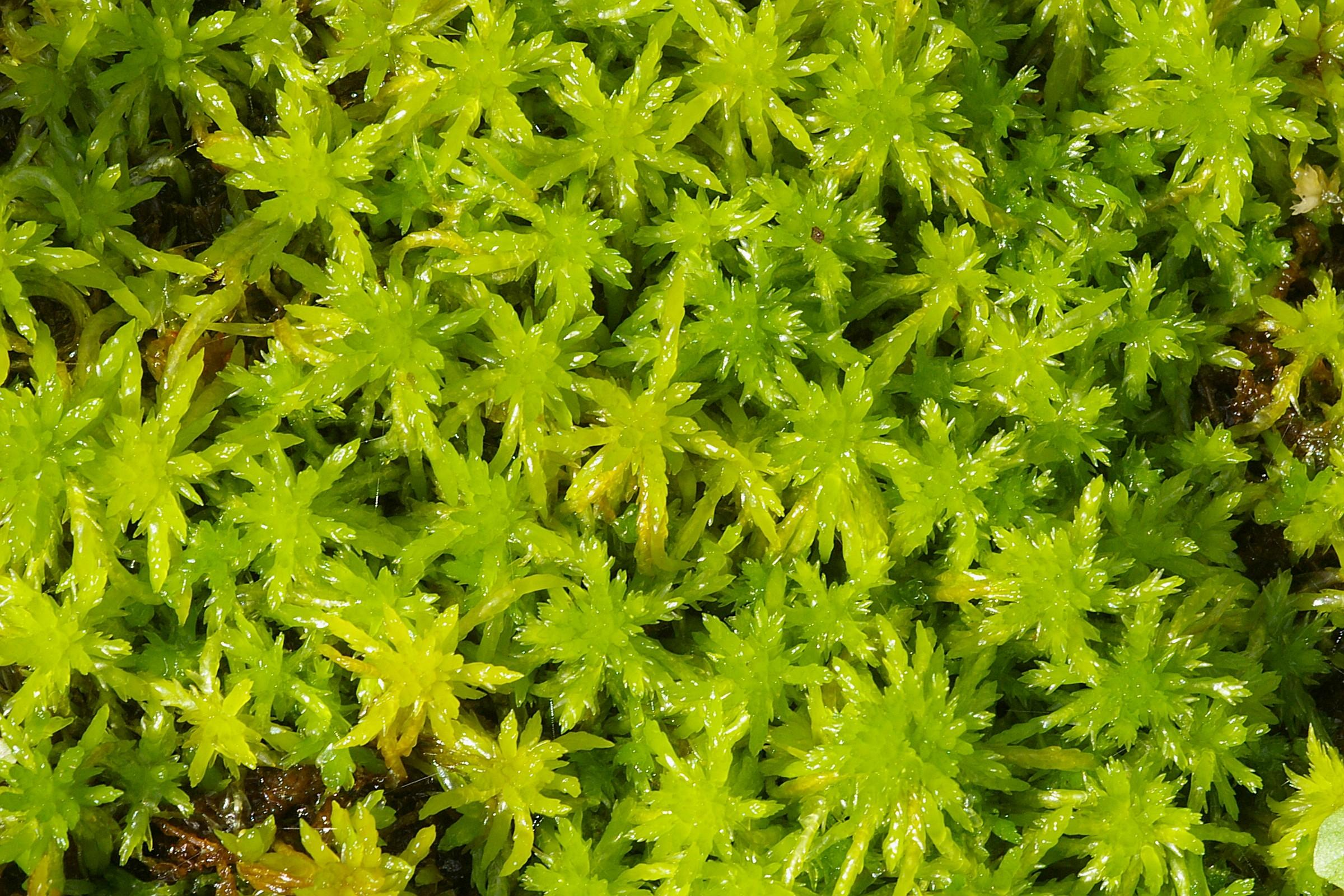
Torfowiec kończysty, jeden z gatunków torfowców typowy dla fazy dolinkowej

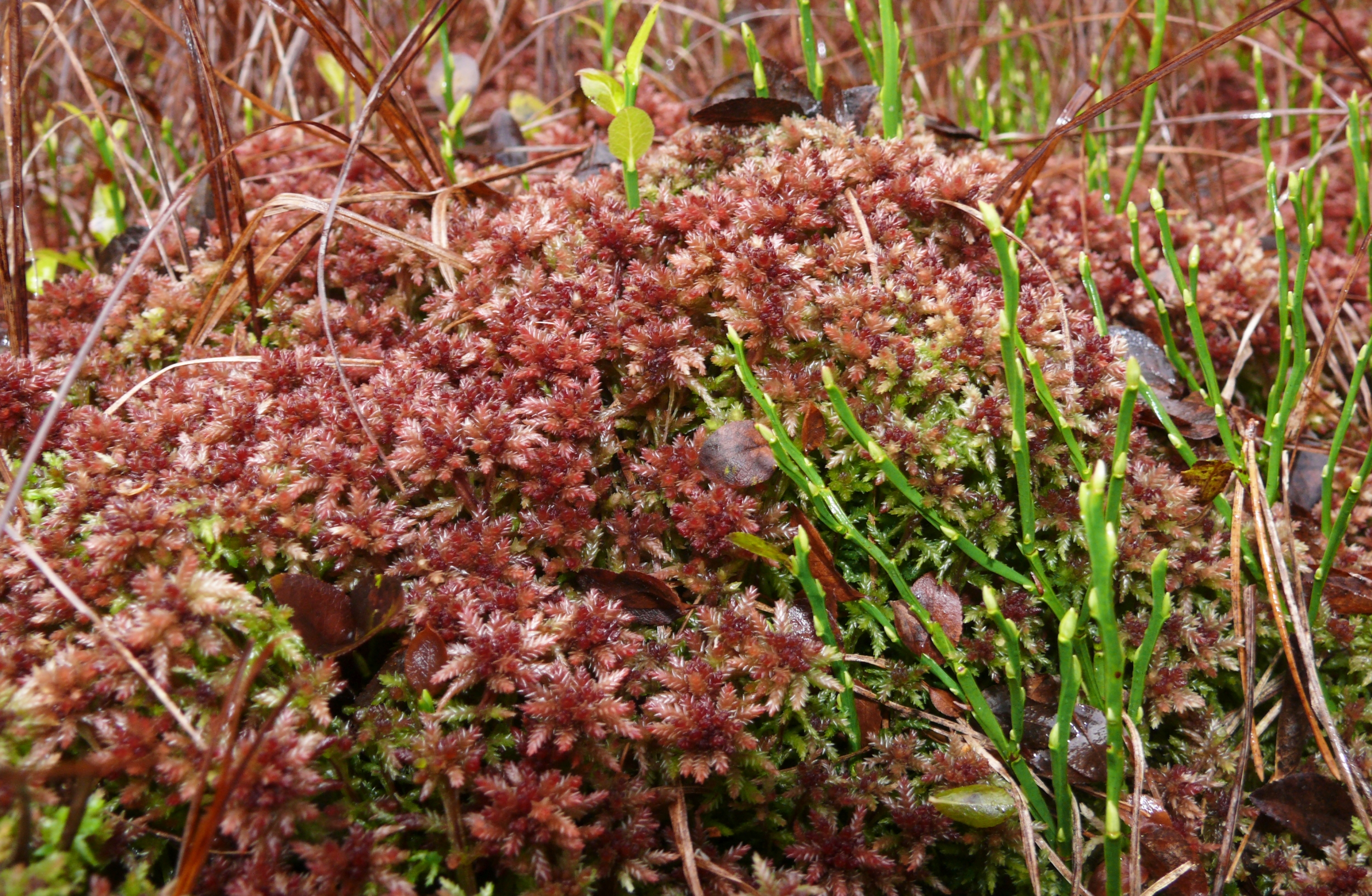
Torfowiec magellański, jeden z gatunków torfowców typowych dla fazy kępkowej

Zbiorowiska roślinne mają budowę kępkowo-dolinkową, co warunkuje stopniowe narastanie torfowiska. Mogą tu występować jedynie rośliny o małych wymaganiach, odporne na zakwaszenie, niedobór azotu i innych biogenów. Powierzchnię takiego torfowiska zwykle porastają głównie torfowce Sphagnum spp. oraz owadożerne rosiczki Drosera spp., bagno zwyczajne Ledum palustre, żurawina błotna Oxycoccus palustris i inne.
Roślinność torfowisk wysokich odzwierciedla ich złożoną, kępkowo-dolinkową, strukturę. W warunkach środkowoeuropejskich występują na nich następujące zbiorowiska roślinne:
roślinność kępkowa
- klasa Oxycocco–Sphagnetea (zbiorowiska mokrych wrzosowisk i torfowisk wysokich)
  - rząd Erico–Sphagnetalia (Sphagno–Ericetalia) (atlantyckie zbiorowiska mokrych wrzosowisk i torfowisk wysokich)
    - związek Oxycocco–Ericion (zbiorowiska torfowisk wysokich oceanicznej i suboceanicznej części Europy)
      - Erico–Sphagnetum magellanici (mszar wysokotorfowiskowy z wrzoścem bagiennym)
      - Scirpo austriaci–Sphagnetum papillosi (fragmentarycznie, zespół wełnianeczki darniowej i torfowca brodawkowanego)
      - Sphagnum papillosum (zbiorowisko torfowca brodawkowatego)

  - rząd Sphagnetalia magellanici (mszarne zbiorowiska kępowe torfowisk wysokich środkowej i borealnej części Europy)
  - związek Sphagnion magellanici (środkowoeuropejskie mszary wysokotorfowiskowe)
    -       - Sphagnetum magellanici (mszar kępowy z torfowcem magellańskim)
      - Eriophoro vaginati–Sphagnetum recurvi (zespół wełnianki pochwowatej i torfowca kończystego)
      - Eriophoro–Trichophoretum caespitosi (zespół wełnianki pochwowatej i wełnianeczki darniowej)
      - Ledo–Sphagnetum magellanici (zespół bagna zwyczajnego i torfowca magellańskiego)
      - Sphagneto–Trichophoretum alpini (zespół wełnianeczki alpejskiej i torfowca szorstkiego)

    - związek Oxycocco microcarpi–Empetrion hermaphroditi (subarktyczno–borealne mszary wysokotorfowiskowe)
      - Empetro–Trichophoretum austriaci (zespół bażyny obupłciowej i wełnianeczki darniowej)
      - Sphagno robusti–Empetretum hermaphroditi (zespół torfowca Russowa i bażyny obupłciowej)
      - Chamaemoro–Empetretum hermaphroditi (zespół maliny moroszki i bażyny obupłciowej)
      - Empetro hermaphroditi–Sphagnetum fusci (zespół bażyny obupłciowej i torfowca brunatnego)

roślinność dolinkowa
- klasa Scheuchzerio–Caricetea nigrae (zbiorowiska torfowisk niskich, przejściowych i dolinek na torfowiskach wysokich)
  - rząd Scheuchzerietalia palustris (torfotwórcze zbiorowiska torfowisk przejściowych i dolinek na torfowiskach wysokich)
    - związek Rhynchosporion albae (mszary przejściowotorfowiskowe i dolinkowe)
      - Caricetum limosae (Sphagno lindbergii–Caricetum limosae, Sphagno duseni–Caricetum limosae, Scheuchzerio–Sphagnetum cuspidati) (mszar dolinkowy z turzycą bagienną)
      - Rhynchosporetum albae (mszar przygiełkowy)
      - Eriophoro angustifolii–Sphagnetum recurvi (zespół wełnianki wąskolistnej i torfowca kończystego)
      - Calliergo sarmentosi–Eriophoretum angustifolii

roślinność okrajkowa
- klasa Scheuchzerio–Caricetea nigrae
  - rząd Scheuchzerietalia palustris
    - związek Rhynchosporion albae
      - Eriophoro angustifolii–Sphagnetum recurvi
      - Calliergo sarmentosi–Eriophoretum angustifolii

    - związek Caricion lasiocarpae (zbiorowiska wąskolistnych turzyc na silnie kwaśnych torfowiskach przejściowych, o subborealnym typie rozmieszczenia)
      - Caricetum lasiocarpae (w tym: podzespół ze Sphagnum fallax = Carici filiformis-Sphagnetum apiculati) (zespół turzycy nitkowatej)
      - Caricetum rostratae (w tym: podzespół ze Sphagnum fallax = Carici rostratae–Sphagnetum apiculati oraz Carici rostratae–Drepanocladetum fluitantis) (zespół turzycy dzióbkowatej )

  - rząd Caricetalia nigrae (kwaśne młaki niskoturzycowe)
    - związek Caricion nigrae (kwaśne młaki niskoturzycowe)
      - Carici echinatae–Sphagnetum (zespół turzycy gwiazdkowatej)
      - Caricetum nigrae (subalpinum) (wraz z podzespołem z Juncus filiformis = Junco filiformis-–Sphagnetum recurvi) (zespół turzycy pospolitej[1])

## Zagrożenia i ochrona
Torfowiska wysokie można oglądać m.in. w rezerwatach „Staniszewskie Błoto”, „Kurze Grzędy” czy „Bagna Izbickie” w województwie pomorskim. Poza tym w północnej Polsce znanych jest kilkadziesiąt obiektów tego typu, wszystkie silnie zdegradowane na skutek melioracji i zalesiania. Pierwotne, nieleśne zbiorowiska roślinne ustąpiły tam borom bagiennym.
Interesujące – choć odmienne – torfowiska wysokie, charakteryzujące się m.in. występowaniem kosodrzewiny Pinus mugo, spotkać można w górach, np. w Kotlinie Nowotarskiej, na Równi Pod Śnieżką czy w rezerwacie „Torfowisko pod Zieleńcem”. Względnie uboga fauna i flora torfowisk wysokich charakteryzuje się wysokim odsetkiem gatunków reliktowych, głównie z okresu ostatniego zlodowacenia. Należą tu m.in. brzoza karłowata Betula nana i malina moroszka Rubus chamaemorus.
Natomiast w Europie największym (250 km²) zachowanym torfowiskiem tego typu są Mchy Jelniańskie położone w dorzeczu Dźwiny.
W systemie Natura 2000 torfowiska wysokie w fazie niezdegenerowanej są uznane za priorytetowe siedlisko przyrodnicze o kodzie 7110 – Torfowiska wysokie z roślinnością torfotwórczą (żywe), natomiast zdegenerowane za siedlisko przyrodnicze 7120 – Torfowiska wysokie zdegradowane zdolne do naturalnej i stymulowanej regeneracji.